# Squish
Squish és una sèrie d'animació francoespanyola creada per John Derevlany i produïda per Cottonwood Media i Planeta Junior en associació amb Gulli i Canal J. La sèrie està basada en les novel·les gràfiques homònimes creades per Jennifer L. Holm i Matthew Holm. La sèrie va tenir 52 episodis, cadascun d'11 minuts, a la seva primera temporada i es va emetre a HBO Max als Estats Units, però es va retirar de la plataforma l'agost de 2022. S'ha doblat al valencià per a À Punt.